# Нувел Ангулем
Нови Ангулем (на френски: Nouvelle-Angoulême) е името, дадено през 1524 г. от италианския изследовател Джовани да Феразано на града, основан на мястото на днешния Ню Йорк.
Името е избрано не само в чест на града Ангулем, департамент Шарант във Франция, но също и на покровителя на Феразано, френския крал Франсоа I, който до коронацията си през 1515 г. носи титлата херцог на Ангулем.
След 1625 г. мястото се превръща в холандска колония, наречена Ню Амстердам, докато не е завоювано от англичаните през 1664 г. и преименувано на Ню Йорк.